# Radler

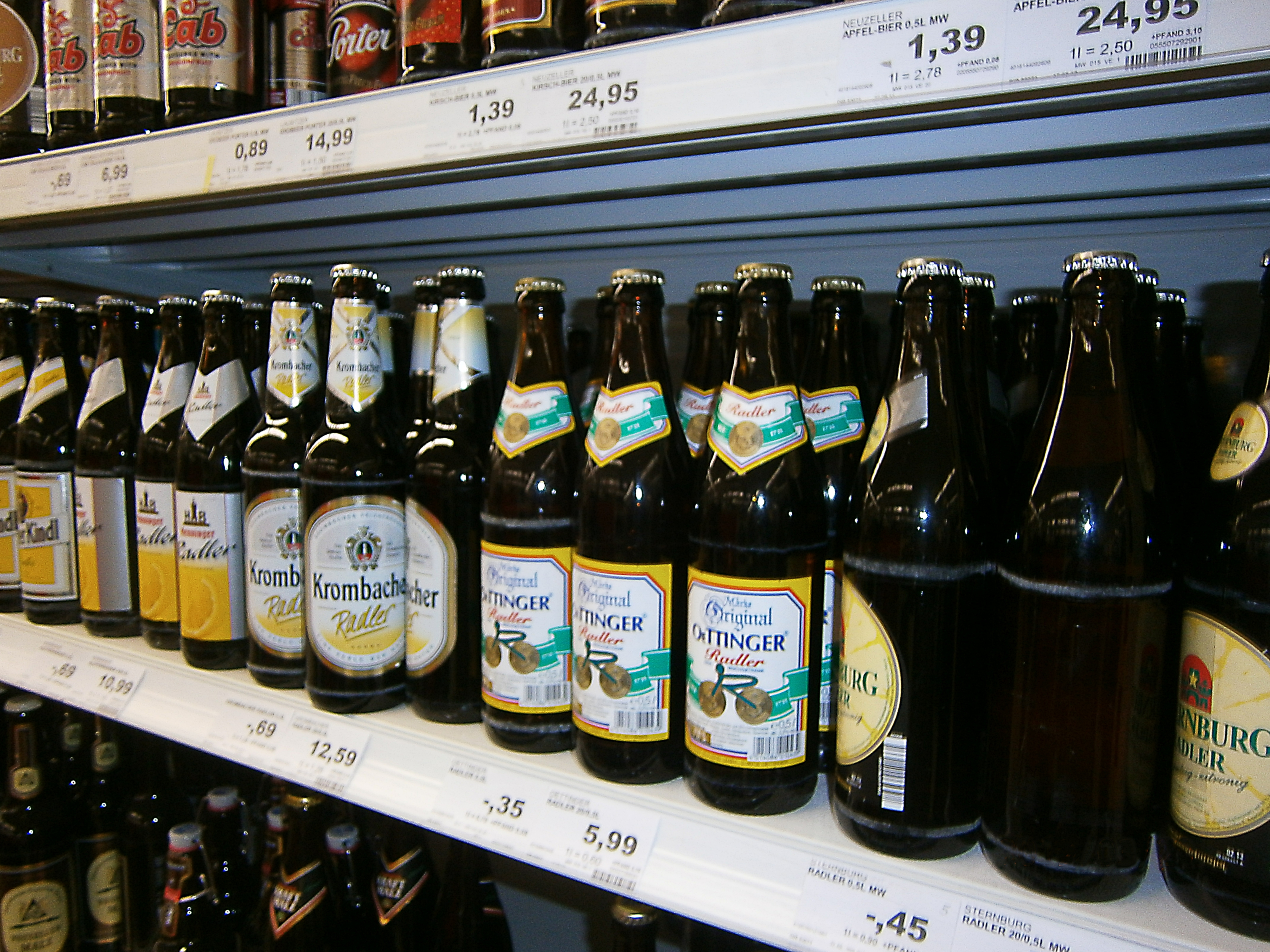
Radler din mărcile Berliner Kindl, Henninger, Krombacher, Oettinger, Sternburg

Radler (în română biciclist, cunoscut în Austria ca der Radler) este un amestec de bere cu limonadă (sau cu bere de ghimbir). Alte nume sunt Alsterwasser sau Alster în nord-vestul Germaniei, Panaché în țările vorbitoare de limbă franceză și Panasch în regiunile de limbă germană ale Elveției. Radler este adesea comercializat sub denumirea de Naturradler.
Acest tip de băutură poate fi vândut gata amestecat în sticle sau cutii în Germania, după schimbarea Legii privind impozitul pe bere⁠(d) în 1993, iar impozitul pe bere se percepe și pentru porția de limonadă.

## Istoric
Băuturi răcoritoare pe bază de bere au fost servite trupelor britanice încă din secolul al XIX-lea, sub numele de „Shandy”. Este posibil ca Radlerul să fi fost inventat sub această denumire la sfârșitul secolului al XIX-lea într-unul dintre cluburile germane de ciclism majoritar social-democrate. Scriitoarea bavareză Lena Christ⁠(d) menționează în cartea Erinnerungen einer Überflüssigen din 1912 că a fost servită într-o tavernă cu „Radlermaßen”. Deoarece întâmplarea relatată mai sus datează din anul 1900, ar fi trebuit să existe deja Radler în acel moment. „Radlermaß” a fost menționat, de asemenea, încă din 1898 într-un supliment al ziarului Münchner Neueste Nachrichten⁠(d) din München.
Potrivit unei legende larg răspândite, se spune că hangiul Franz Xaver Kugler ar fi inventat Radler-ul într-o zi de sâmbătă din iunie 1922, atunci când era în pericol să rămână fără bere la Kugler Alm⁠(d) – o grădină de vară pentru excursioniști din Deisenhofen⁠(d) (Oberhaching), situat în sudul Münchenului, frecventată în mare parte de drumeți și de bicicliști – din cauza numărului mare de vizitatori și a amestecat berea cu limonadă pe care a servit-o oaspeților săi ca „Radler Maß”.

## Variante
- Din punct de vedere istoric, Radler a fost făcut cu bere neagră, care era comună în Bavaria la acea vreme.
- Sortimentul Radler cu limonadă este larg răspândit în Austria.
- Amestecul de bere și limonadă pe bază de ierburi aromatice Almdudler⁠(d) este cunoscut în Austria ca Almradler.
- În Austria (și în regiunile de graniță din Germania) și, de asemenea, în unele părți din Bavaria Superioară, pe lângă Radler-ul clasicul („dulce”) (cu limonadă), este comercializat și un Radler „acru” cu apă minerală.
- Termenul Sauschneider este folosit uneori atât pentru un Radler cu suc de zmeură, cât și pentru berea amestecată cu hidromel.
- În Germania de Nord se folosește berea Pilsner, iar amestecul se numește de obicei Alsterwasser  (apă din Alster), prescurtat Alster, numit după presupusa culoare a râului omonim din Hamburg⁠(d). Utilizarea termenului Alster nu este uniformă în afara Germaniei de Nord. Termenii Alster și Radler sunt folosiți adesea ca termeni sinonimi, interschimbabili: uneori Alster înseamnă bere cu limonadă de lămâi, iar Radler bere cu limonadă de portocale,[11] alteori este invers.[12]
- În Țările de Jos se folosește berea Pilsner, iar amestecul se numește Sneeuwwitje (în germană Schneewittchen).
- În unele regiuni din Münsterland berea este amestecată cu limonadă de portocale și servită ca Wurstwasser, probabil datorită faptului că are o culoare asemănătoare cu cea a culorii cârnăciorilor Bockwurst⁠(d).
- Un amestec de bere cu grenadină (sirop de rodie) este comercializat în Franța și Elveția francofonă sub denumirea Bière au Grenadine, iar în Elveția germanofonă sub numele Wisa Gloria⁠(d).[13]

Termenul Radler este folosit acum și pentru băuturile mixte de bere în țările europene nevorbitoare de germană. Grupul Heineken folosește același logo de marcă pentru denumirea Radler la nivel mondial. Compania Namibia Breweries⁠(d) din Namibia produce din octombrie 2018 un Radler sub numele de marcă Tafel.